# Year of the Gentleman
Year of the Gentleman é o terceiro álbum do cantor/compositor Ne-Yo, que foi lançado em 16 de Setembro de 2008.
O primeiro single é "Closer (canção de Ne-Yo)" e foi lançado em 15 de Abril. O segundo single é Miss Independent e foi lançado em 11 de Agosto. O terceiro single escolhido para o álbum foi Mad, lançado em 14 de Outubro.

## Faixas
| #  | Título                     | Produtor(es)           | Duração |
| -- | -------------------------- | ---------------------- | ------- |
| 1  | "Closer (canção de Ne-Yo)" | Stargate & Ne-Yo       | 3:54    |
| 2  | "Nobody"                   | Kirven Arrington       | 3:07    |
| 3  | "Single"                   | Polow da Don           | 4:17    |
| 4  | "Mad"                      | Stargate & Ne-Yo       | 4:14    |
| 5  | "Miss Independent"         | Stargate & Ne-Yo       | 3:52    |
| 6  | "Why Does She Stay"        | Stereotypes            | 4:22    |
| 7  | "Fade Into the Background" | Shomari "Sho" Wilson   | 3:18    |
| 8  | "So You Can Cry"           | Reggie "Syience" Perry | 4:17    |
| 9  | "Part of the List"         | Chuck Harmony          | 4:09    |
| 10 | "Back to What You Know"    | Stargate & Ne-Yo       | 4:10    |
| 11 | "Lie to Me"                | Shea Taylor            | 4:27    |
| 12 | "Stop This World"          | Chuck Harmony          | 4:23    |

### Faixas Bônus
| # | Título | Duração |
| - | --- | ------- |
| 1 | "In the Way" (iTunes Norte-Americano apenas)                                                                     | 4:16    |
| 2 | "What's the Matter" (iTunes Pré-Venda Norte-Americana e Faixa Bônus da Grã-Bretanha)                             | 3:46    |
| 3 | "She Got Her Own" (Miss Independent Part 2) (Featuring Jamie Foxx & Fabolous) (iTunes Pré-Venda da Grã-Bretanha) | 4:17    |
| 4 | "Year of the Gentleman Commentary"                                                                               |         |

## Paradas
| Parada (2008)                                     | Melhor posição |
| ------------------------------------------------- | -------------- |
| Alemanha - Parada de Álbuns                       | 22             |
| Austrália - Parada de Álbuns ARIA                 | 7              |
| Áustria - Parada de Álbuns                        | 41             |
| Bélgica - Parada de Álbuns                        | 35             |
| Canadá - Parada de Álbuns                         | 4              |
| Estados Unidos - Billboard 200                    | 2              |
| Estados Unidos - Billboard Top R&B/Hip-Hop Albums | 1              |
| França - Parada de Álbuns                         | 24             |
| Irlanda - Parada de Álbuns                        | 13             |
| Itália - Parada de Álbuns                         | 22             |
| Japão - Parada de Álbuns Oricon                   | 1              |
| Nova Zelândia - Parada de Álbuns                  | 6              |
| Países Baixos - Parada de Álbuns                  | 26             |
| Reino Unido - UK Albums Chart                     | 2              |
| Suíça - Parada de Álbuns                          | 9              |

## Datas de Lançamento
| Região   | País           | Data                   | Gravadora               |
| -------- | -------------- | ---------------------- | ----------------------- |
| Ásia     | Japão          | 11 de Setembro de 2008 | Universal International |
| Europa   | Alemanha       | 12 de Setembro de 2008 | Def Jam                 |
| Europa   | Itália         | 12 de Setembro de 2008 | Def Jam                 |
| Europa   | Reino Unido    | 15 de Setembro de 2008 | Mercury                 |
| Américas | Estados Unidos | 16 de Setembro de 2008 | Def Jam                 |